# Lorenzo Carboncini
Lorenzo Carboncini (ur. 22 września 1976 w Empoli) – włoski wioślarz, srebrny medalista w wioślarskiej czwórce bez sternika podczas Letnich Igrzysk Olimpijskich w Sydney, wielokrotny medalista mistrzostw świata.

## Osiągnięcia
- Mistrzostwa Świata – Tampere 1995 – czwórka ze sternikiem – 3. miejsce.
- Mistrzostwa Świata – Lac d’Aiguebelette 1997 – dwójka bez sternika – 2. miejsce.
- Mistrzostwa Świata – Kolonia 1998 – czwórka – 3. miejsce.
- Mistrzostwa Świata – St. Catharines 1999 – czwórka – 3. miejsce.
- Igrzyska Olimpijskie – Sydney 2000 – czwórka bez sternika – 2. miejsce.
- Mistrzostwa Świata – Lucerna 2001 – dwójka ze sternikiem – 2. miejsce.
- Mistrzostwa Świata – Sewilla 2002 – czwórka bez sternika – 3. miejsce.
- Igrzyska Olimpijskie – Ateny 2004 – ósemka – 7. miejsce[1].
- Mistrzostwa Świata – Gifu 2005 – ósemka – 2. miejsce[1].
- Mistrzostwa Świata – Eton 2006 – ósemka – 2. miejsce[1].
- Mistrzostwa Świata – Monachium 2007 – czwórka bez sternika – 2. miejsce[1].
- Igrzyska Olimpijskie – Pekin 2008 – czwórka bez sternika – 11. miejsce[1].
- Mistrzostwa Europy – Brześć 2009 – ósemka – 5. miejsce[1].
- Mistrzostwa Świata – Poznań 2009 – ósemka – 6. miejsce[1].
- Mistrzostwa Europy – Montemor-o-Velho 2010 – dwójka bez sternika – 2. miejsce[1].
- Mistrzostwa Świata – Bled 2011 – dwójka bez sternika – 3. miejsce[1].